# Королевские африканские стрелки
Королевские африканские стрелки (англ. King's African Rifles), сокращённо КАР (англ. KAR) — многобатальонный колониальный полк британской армии, нёсший воинскую службу на территории британских владений в Восточной Африке с 1902 до начала 1960-х годов, когда британские колонии провозгласили свою независимость. Полк занимался обеспечением внутренней безопасности на территории колоний и воевал в горячих точках за пределами колоний в годы обеих мировых войн. Рядовой состав представляли местные жители, офицерами были изначально преимущественно британцы, хотя ближе к концу колониального правления значительную часть офицеров составляли местные.

## Образование

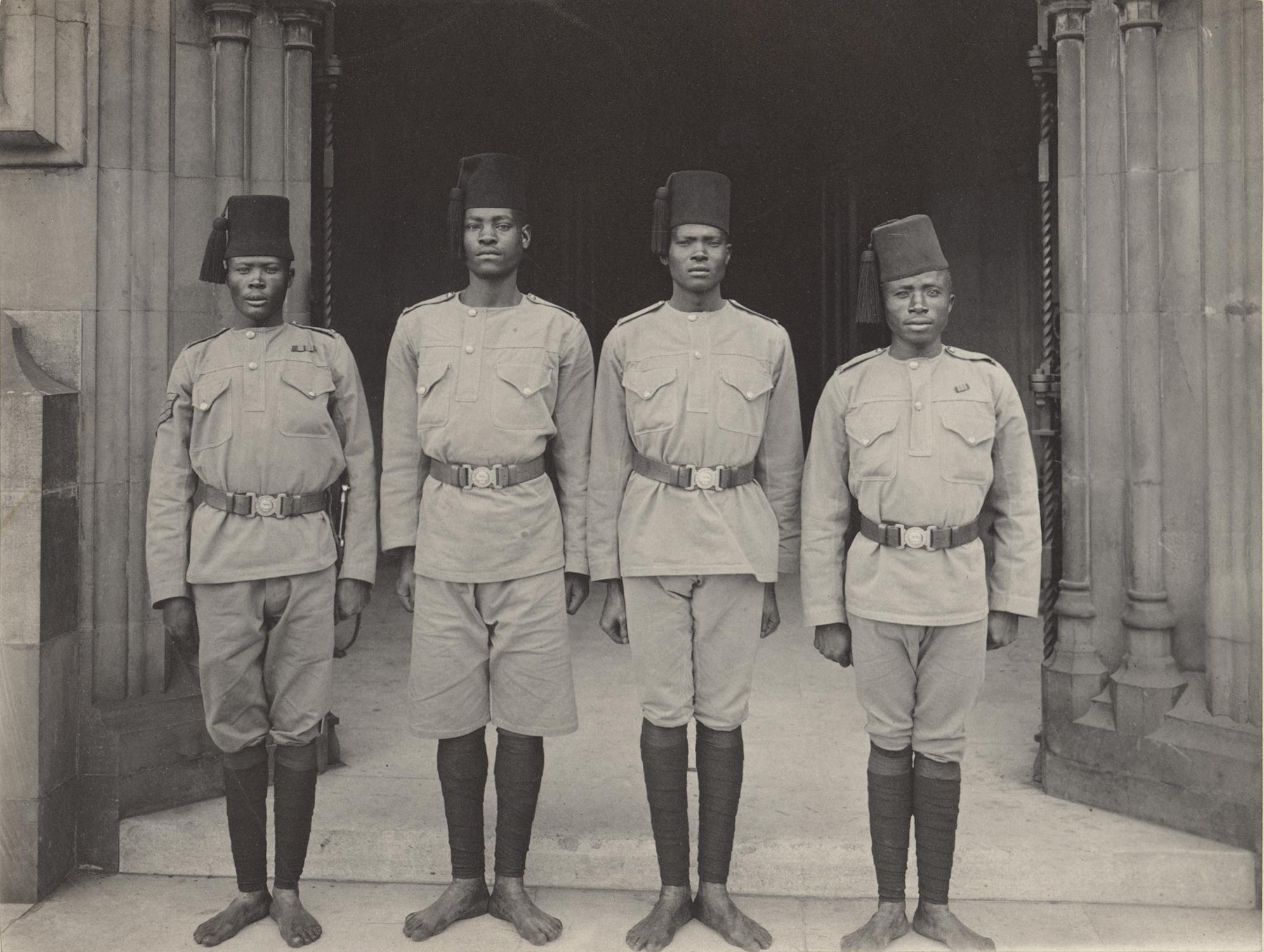
Четыре королевских африканских стрелка на коронации Эдуарда VII и Александры Датской в 1902 году, фото сделано Джоном Бенджамином Стоуном

В 1902 году после объединения Центральноафриканского полка, Восточноафриканского стрелкового полка и Угандского стрелкового полка были созданы шесть новых батальонов, размещённых в Ньясаленде, Кении, Уганде и Британском Сомалиленде.
- 1-й ньясалендский батальон (1902—1964): восемь рот. Также известен как 1-й центральноафриканский батальон.
- 2-й ньясалендский батальон (1902—1963): шесть рот. Также известен как 2-й центральноафриканский батальон.
- 3-й кенийский батальон (1902—1963): 7 пехотных рот, одна верблюжья. Преемник Восточноафриканского стрелкового полка.
- 4-й угандский батальон (1902—1962): 9 рот. Преемник африканских рот Угандского стрелкового полка.
- 5-й угандский батальон (1902—1964): образован раньше других. Бывший индийский контингент Угандского стрелкового полка.
- 6-й батальон Британского Сомалиленда (1902—1910: создан из трёх стрелковых рот, верблюжьего корпуса, ополчения и конной пехоты Британского Сомалиленда[2].

Регулярного штаба не было, отчитывался об их деятельности генеральный инспектор лично Форин-офису. В 1910 году 5-й и 6-й батальоны с целью экономии средств были расформированы.

## Воинская служба

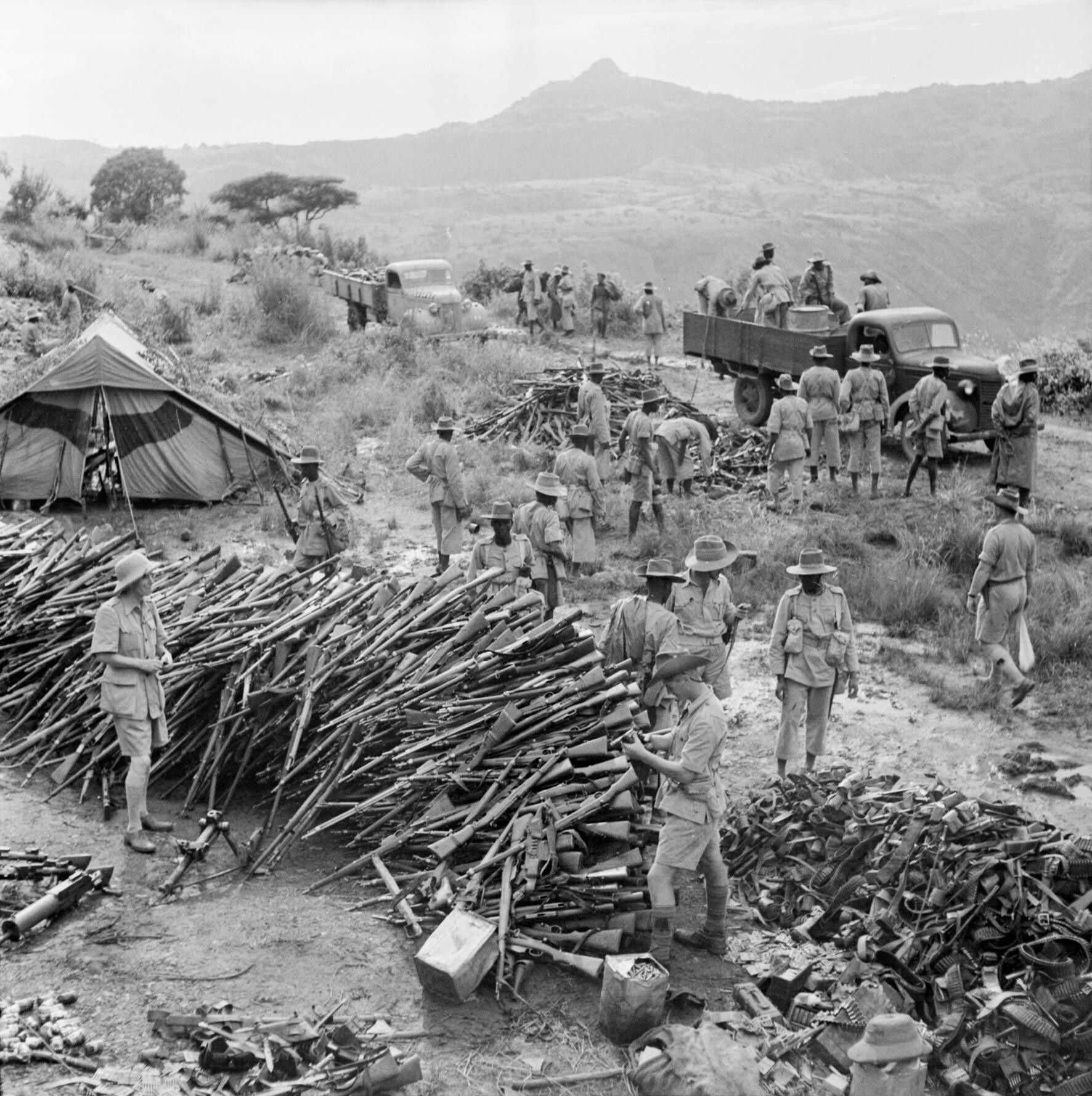
Королевские африканские стрелки собирают оружие сдавшихся итальянских войск в Эфиопии

Во время Второй мировой войны африканские стрелки принимали участие в Восточноафриканской кампании, сражениях на Мадагаскаре против войск вишистской Франции, а также в Бирманской кампании против японцев.

## Униформа
Вплоть до независимости британских колоний парадная униформа стрелков шилась из тика и была цвета хаки, в качестве головных уборов были высокие фески, а также носились камербанды. Фески и камербанды были красного цвета, хотя у батальонов Ньясаленда были чёрные фески.

До 1914 года полевой формой были тёмно-синяя гимнастёрка и тёмно-синие онучи, а также шорты цвета хаки и феска с накидкой цвета хаки. Аскари носили сандалии или воевали босиком, поскольку некоторые африканские рекруты обувь не носили отродясь или просто не любили тяжёлые военные сапоги. На фесках и нашивках изображались арабские и римские цифры в зависимости от номера батальона. В Первую мировую войну вместо тёмно-синей формы все солдаты носили форму цвета хаки и шляпу-таблетку для маскировки. В дальнейшем вместо цвета хаки носилась гимнастёрка из ангорской шерсти сивого цвета. Офицеры носили специальную широкополую шляпу с цветным плюмажем.

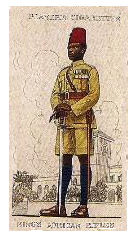
Уорент-офицер Королевских африканских стрелков на игральной карте, выпускаемой производителем сигарет John Player & Sons (1938 год)

## Известные солдаты и офицеры полка
- Иди Амин — начинал карьеру в 1946 году помощником повара, дослужился до звания лейтенанта
- Фредди де Гвинганд[англ.] — капитан, служил в 1926—1931 годах
- Роальд Даль — воспоминания о службе отражены в романе «Полёты в одиночку»
- Джордж Джиффард[англ.] — командир колонны двух батальонов полка африканских стрелков
- Варухиу Итоте[англ.] — капрал, был уволен из полка; позже командовал восстанием Мау-Мау
- Найджел Лики[англ.] — сержант 1/6-го батальона, погиб 19 мая 1941 года в боях с итальянцами в Колито (Эфиопия), посмертно награждён Крестом Виктории
- Ричард Майнерцхаген — подавлял восстание нанди в Кении в 1905 году, дослужился до звания капитана в полку
- Пи-Джей Маршалл[англ.] — служил в 7-м батальоне
- Колин Митчелл[англ.] — имел звание майора; был известен по прозвищу «Бешеный Митч»; именно он вдохновил Иди Амина на принятие титула «Последний король Шотландии»
- Джон Наннели[англ.] — офицер разведки, служил в Танзании и Сомалиленде; позже воевал в Бирме
- Хуссейн Оньянго Обама (англ. Hussein Onyango Obama) — дед президента США Барака Обамы по отцовской линии, участник Первой мировой войны в составе полка[6]
- Эрик Уилсон[англ.] — в 1941 году в Британском Сомалиленде в составе полка сражался против итальянцев, был ранен в глаз; награждён Крестом Виктории
- Генри Александр Уокер[англ.] — капитан 1-го батальона полка
- Трэйси Филиппс[англ.] — участник битвы при Танге в составе полка, кавалер Военного креста
- Роберт Фрейзер — служил в 1950-е годы
- Дэвид Гордон Хайнс[англ.] — командир отряда из 20 бронеавтомобилей 1/6-го батальона